# Mônica Marchett
Mônica Marchett é uma empresária brasileira do setor de agropecuária, e a atual CEO do Grupo Mônica.
Sua principal atuação é no ramo de melhoria genética em bovinos, onde tem o apoio de seu filho, e Vice-Presidente do Grupo, Pedro Marchett.

## Biografia
Mônica Marchett é natural de Caxias do Sul, onde, desde pequena teve a oportunidade de estar próxima a natureza e aos animais. Segundo ela, seu desejo era seguir outra jornada que não a do pai Sérgio Marchett, na época já responsável pela Fazenda Santa Mônica.
Porém, ao visitar uma das fazendas do pai no Mato Grosso, aprendeu mais sobre a criação de gado e a ligação com os animais foi instantânea: ali percebeu sua verdadeira vocação e decidiu deixar de lado a faculdade de Educação Física.
Hoje a empresária é referência em melhoramento genético em gados da raça Nelore e possui negócios no Brasil e na Bolívia em áreas como plantio de soja e criação de zebuínos.
Além disso, possui amplo interesse na busca da compreensão da existência humana. Frequentou a Oneness University, localizada no sul da Índia, e foi aluna em Nova York do renomado psicólogo, professor, autor e jornalista americano, Dr. Robert Epstein e continua sendo uma grande estudiosa e curiosa no desenvolvimento humano.
Hoje - também atua no Instituto Vida Mônica Marchett, um espaço que oferece informações para o autoconhecimento, por meio de palestras, vivências, encontros e workshops. O espaço foi idealizado por Mônica com o intuito de dividir a sua experiência e o conhecimento adquirido.
Além disso, é uma grande incentivadora do esporte brasileiro e oferece apoio a alguns atletas brasileiros, entre eles o atleta de MMA Lucas Mineiro - com o intuito de fortalecer essa vertente - que acredita ser de extrema importância.

## Prêmios
- Liderança Feminina no Agronegócio, Associação dos Criadores de Nelore do Brasil (ACNB), Nelore Fest 2023